# Centro Deportivo Olmedo
El Centro Deportivo Olmedo, más conocido como Olmedo, es una entidad deportiva ecuatoriana con sede en la ciudad de Riobamba. Fue fundado el 11 de noviembre de 1919, siendo el club profesional más antiguo y tradicional en existencia ininterrumpida en el fútbol del Ecuador. Actualmente participa en fútbol masculino y femenino: su plantel masculino se desempeña en la Segunda Categoría, y su plantel femenino, en la Serie A Amateur.
Lleva su nombre en honor a José Joaquín de Olmedo, poeta y patriota guayaquileño. Su apodo más conocido es el de «El Ciclón Andino»; mientras que, por ser el equipo más popular de la ciudad, es nombrado también como el «Ídolo Riobambeño». Además, por ser uno de los clubes más antiguos del país, siendo el más logevo en existencia ininterrumpida, pero de pocos recursos, es conocido también como el «Decano del fútbol ecuatoriano». Su máximo logro deportivo es su título en el Campeonato Ecuatoriano de Fútbol 2000. También ha sido subcampeón de dicho torneo en la edición de 2004, además de tener varios títulos de las divisiones inferiores. Su mayor rivalidad es con el Club Deportivo Macará, de la vecina ciudad de Ambato, al ser ambos los clubes más populares en sus respectivas urbes; ambas escuadras disputan el Clásico Interandino. También tiene gran rivalidad con el Club Deportivo Técnico Universitario, otro equipo de gran acogida en Ambato, al ser ambos los clubes más populares en sus respectivas urbes; ambas escuadras disputan el Clásico de los Volcanes.
El club juega sus partidos de local en el estadio Fernando Guerrero, escenario con una capacidad de 14.400 personas y propiedad de la Federación Deportiva de Chimborazo. Su centro de entrenamientos es el Complejo Deportivo El Batán, localizado en el barrio homónimo de Riobamba.

## Historia
Se confirma que la fundación del equipo es anterior al año 1916, existiendo una fotografía del Banco Central de 1912.[cita requerida]  Diversas hipótesis han surgido respecto de la fundación del equipo, entre estas se señalan:
- El nombre Olmedo lo propone un grupo de riobambeños y guayaquileños que se suman, en Riobamba, a la fundación del equipo, quienes como homenaje al poeta y patriota guayaquileño José Joaquín de Olmedo, toman su nombre para el club deportivo. A esa época ilustres familias guayaquileñas quienes venían a invernar en la ciudad de Riobamba viajando desde Duran a Riobamba utilizando  el Ferrocarril y su tren de pasajeros que  estaba en su apogeo y como tal era el único medio de transporte entre la sierra y la costa, son ellos los propios guayaquileños quienes llevan el fútbol a Riobamba y con participación de deportistas de la ciudad forman el Centro Deportivo Olmedo, una de las familias fundadoras del club es la familia del Ing. Isidro Romero Carbo nacido en Riobamba y uno de los más recordados presidentes del Barcelona de Guayaquil y respetado dirigente deportivo a nivel internacional.[cita requerida] (datos de la investigación de riobambeño)

- La fundación del equipo se habría realizado en una de las viviendas de la calle Olmedo, de ahí su nombre que circunstancialmente rinde homenaje al poeta y patriota guayaquileño JOSÉ JOAQUÍN DE OLMEDO.[cita requerida]

En cuanto a fechas, se habla del 11 de noviembre de 1919.  
Diversas publicaciones editadas en Riobamba, citan datos relacionados con el equipo riobambeño. Las más importantes son:
Una fotografía guardada en los archivo del Banco Central indica Olmedo de Riobamba el club más antiguo del país, pero de pocos recursos, la reseña fotográfica tiene como pie de foto y fecha 1.912
- El seminario Independiente y de Intereses Generales "Los Andes", administrado por Luis Alberto Falconí, en su edición N.º 1, del 10 de noviembre de 1916, textualmente dice:

"Habiendo en esta ciudad varios Club de esta clase, tales como los ya nombrados (Club Chimborazo y Club Militar), el Maldonado, La Unión, Olmedo, Libertad y Patria, de reciente información, insinuamos al I. Municipio de Riobamba que ordene el arreglo y pavimentación de la Plaza Olmedo (de la Basílica del Sagrado Corazón de Jesús) que es una de las más adecuadas para esta es una de las más adecuadas para esta clase de deportes, tanto por su amplitud, como por no tener en su centro ni pila ni objeto alguno que implica la libre acción de los jugadores”.
- La Revista Municipal, cita lo acordado en la sesión de Concejo Cantonal, del 19 de diciembre de 1916.

“Se aprueba el informe sobre la solicitud del Club Sport Patria, y se aprueba que el señor Comisario haga terraplenar la Plaza "Olmedo", cedida al mencionado Club, a fin de que en ella verifiquen sus ejercicios deportivos”. Firman Ángel Alberto Mancheno, Presidente; Reinaldo García, Vicepresidente y José María Román, Secretario. 
- Por Ordenanza del 30 de julio de 1921, se cambia el nombre de Plaza "Olmedo" a Parque "La Libertad". Dato que consta en la Revista Municipal.

- La Revista Municipal del año 1932, hable sobre la actividad deportiva de los riobambeños, una nota que escribe Paco Zamora señala:

"El deportivo, glorioso y prestigioso Centro Deportivo Olmedo, también realizó una triunfal gira por las provincias del norte a las órdenes del entusiasta y dinámico Perucho Erazo. 
Jugó y disputó en Quito, Atuntaqui, Otavalo, Ibarra y Tulcán, sin haber sido derrotado una sola vez con fuertes y afamados contenedores, a los que infligió aplastantes derrotas".
Tras la idea de un grupo de jóvenes, El Centro Deportivo Olmedo nace en un popular local que dieron luz en la esquina del protagonismo en las calles Olmedo y Pichincha, situado en el barrio popular de Santa Rosa en pleno centro de la ciudad de Riobamba. 
Existen dos versiones sobre su nacimiento. La primera se refiere a un grupo de ciudadanos guayaquileños que venían a invernar en la ciudad de Riobamba siendo ellos y con riobanbeños que vivían en Guayaquil fundan el Centro Deportivo Olmedo es el club más popular, tradicional, pionero, protagonista, populoso y trascendental del Ecuador que rinde tributo en homenaje al poeta y patriota guayaquileño José Joaquín de Olmedo,  
Esta versión tiene su asidero de quienes fueron protagonistas y que ha venido siendo materia de traspaso de la historia de generación en generación, toda vez que los hechos relatados concuerdan con la historia, a esa época familias connotadas guayaquileñas se trasladaban a invernar en la ciudad de Riobamba utilizando el único medio de transporte que unía a la sierra con la costa el ferrocarril.
Así los guayaquileños que por la época invernal residían en Riobamba practican el fútbol con deportistas riobambeños, siendo ellos quienes proveían de los implementos deportivos de aquellos tiempos, a lo largo de la historia el Centro Deportivo Olmedo ha mantenido un vínculo estrecho con futbolistas de la costa, siempre se recordara la presencia  en el Olmedo del más grande futbolista de todos los tiempos Alberto Spencer, quien en una de su biografías editadas en Uruguay "DOS PALABRAS PARA EL GOL DE ALBERTO SPENCER" menciona su participación en el Olmedo como el equipo en que más goles hizo y otras del propio Spencer como le gustaba el viaje en tren de Durán a Riobamba y sus paisajes, anota Spencer en entrevista para la televisión riobambeña realizada por Roberto Chiriboga Aldaz, que en una ocasión jugaba el Olmedo en la ciudad natal de Spencer llamado Ancón, Spencer jugaba en el equipo de su ciudad y que por el vínculo mantenido con el equipo Olmedo, jugó el segundo tiempo en el Olmedo y con un gol de su factura se empató el encuentro, dice Spencer vayan a ver la que se formó.(cita de la investigación de Riobambeño)
Indudablemente la participación de connotados guayaquileños de la época como la familia Romero Carbo en la fundación del Olmedo hace que se rinda homenaje a los ciudadanos guayaquileños tomando el nombre de JOSÉ JOAQUÍN DE OLMEDO como CENTRO DEPORTIVO OLMEDO.
La segunda versión señala que en la calle Olmedo, en el centro la ciudad de Riobamba, se reunieron varios amigos de este sector quienes crearon, fundaron e hicieron nacer el equipo del ya Ídolo de Riobamba. La cita indica del ya ídolo de Riobamba se entiende que el equipo ya tenía su nombre, circunstancialmente la calle Olmedo coincide con el nombre de JOSÉ JOAQUÍN DE OLMEDO de haber tomado el nombre de la calle en donde consta la vivienda en que se formó el Club, bien debía haber tenido otra denominación, pero todo esta y coincide para dar credibilidad al porqué de su nombre OLMEDO.
En la historia del Olmedo consta que aportó con seis jugadores para la selección de Chimborazo que debía intervenir en las Primeras Olimpiadas Nacionales, que ocurrió en marzo de 1926, realizadas en Riobamba, y ganaron el campeonato en forma invicta.. 
El equipo activamente se mantuvo hasta 1933 pero por el boom petrolero en Ancón - Santa Elena,la mayoría de los jugadores de este glorioso equipo viajaron a esta localidad y queda inactivo en la práctica del fútbol hasta 1944. 
El club reformó, reapareció, renació en 1944 y al año siguiente en 1945 el equipo riobambeño y chimboracence participa en Segunda Categoría del fútbol amateur de la provincia de Chimborazo, afiliándose a la Federación Deportiva de Chimborazo. 
En 1945 Centro Deportivo Olmedo se conforma jugadores jóvenes riobambeños de los 3 barrios populares en el centro la ciudad de Riobamba. Estación Ferroviaria, Santa Rosa y Ferroviario. Octavio Moncayo fue su presidente y tenía como vocales a Luis Mejía, Bolívar Espinoza, Pedro Paredes, Lucas Terán y Carlos Guevara Moreno, quienes fueron magistrados de la Corte Superior de Justicia de Chimborazo. 
Rumbo al Profesionalismo, Hinchas Olmedistas reunidos en la peluquería del Sr. Víctor Niama de las calles 10 de agosto y Carabobo a finales de 1970, deciden incursionar en el fútbol profesional ecuatoriano, así el Sr. Iván Jaramillo Cevallos, quiteño de nacimiento es el Primer Presidente del C.D. Olmedo en el profesionalismo. El riobambeño Víctor Hugo Nájera es el primer presidente de la AFNACH. Olmedo Ingresa al profesionalismo en 1971 logrando sus ascenso a la Serie A en ese mismo año. Olmedo participa en el fútbol profesional desde 1971 incluso descendiendo de categoría en el año 1972 a la Serie B y a la Segunda Categoría en los años 1972, 1976, 1978 y con el también desaparece la AFNACH, hasta 1982 fecha en la cual por gestión del CÍRCULO DEPORTIVO RADIAL conformado por integrantes del Círculo de Periodistas Deportivos de Chimborazo y las Radiodifusoras de la ciudad de Riobamba, logran restituir en sus derechos jurídicos deportivos a la Asociación (AFNACH) siendo su directiva, Dr. Fernando Guerrero Presidente, Dr. Guillermo Haro Vicepresidente, Dr. Roberto Tapia Gerente, Sr. José Ignacio Aldaz Nieto Secretario, siendo esta directiva quien de inmediato convoca a sus clubes para participar en el Campeonato de Segunda Categoría Profesional de la Federación Ecuatoriana de Fútbol, reiniciando la actividad deportiva profesional en Riobamba, en Segunda Categoría, los clubes son Club Social y Deportivo 9 de Octubre, Guano Sporting Club,, Deportivo Palestino, Centro Deportivo Olmedo, y posteriormente se acepta la inscripción del Club River Plate del barrio de las Carmelitas. 
Sin embargo, en 1984, por decisión de la AFNACH se desafilian de la FEF a decir de su presidente Dr. Fernando Guerrero Guerrero, el sistema de campeonato no brindaba oportunidades mayores para el ascenso de los equipos de segunda categoría a la serie B, la AFNACH y sus equipos en segunda categoría no participan en el campeonato de 1984, por acuerdo con la FEF la AFNACH retorna al fútbol profesional en 1985 y con el sus cinco (5) equipos afiliados, River Plate, Palestino, Guano Sporting Club, 9 de Octubre y Centro Deportivo Olmedo. El equipo Ídolo riobambeño en 1985 formó en segunda categoría un equipazo digno de primera en la segunda división, integraron jugadores de la talla de Carlos Muñoz Martínez (+), Miguel Adolfo López paraguayo, el volante Máximo Ramírez, procedente de Deportivo Cotopaxi, Fernandinho brasileño, Xavier Pineda que vino del equipo de primera de Emelec, Franklin Ripalda de L.D.U. de Quito, Rómulo Echeverría y los riobambeños Ángel Proaño, Luis Díaz, Jorge Tocto, entre otros. En segunda categoría profesional Olmedo debuta internacionalmente en juego amistoso contra Fluminense campeón de Brasil 1985. Para el campeonato de 1986 por gestión de la AFNACH y su presidente Dr. Fernando Guerrero Guerrero consiguió en el congreso de 1985 que para 1986 el campeón de segunda categoría provincial, vaya directamente a la serie A, que llevó a la serie A al equipo River Plate de Riobamba, gestión de AFNACH que aprovechó la Asociación de Fútbol No Amateur de Cotopaxi. Centro Deportivo Olmedo permanece en la Segunda Categoría desde 1982, 1983, (1984 se desafilia la AFNACH), 1985, 1986, 1987, 1988, 1989, 1990, 1991 y 1992.
En 1993 asume la Presidencia del Centro Deportivo Olmedo el Arq. Eduardo Granizo Luna, Olmedo ascendió a primera B en 1993 para jugar la Serie B en 1994, Centro Deportivo Olmedo consiguió ser campeón provincial de ascenso de la Segunda Categoría y campeón nacional de ascenso de la Segunda Categoría, después de 15 años de haber militado en Segunda Categoría. 
En 1994 logró su ascenso a la Serie A después de 22 años, en 1995 volvió a jugar en la Serie A después de casi 23 años, la última vez que militó en la Serie A fue en 1972.
En 1995 se creó el nuevo escudo del Centro Deportivo Olmedo, Desde 1995 El Ciclón cambiaría la historia del medio futbolístico ecuatoriano, convirtiéndose año tras año en un gran protagonista y en el “tumbagigantes” de los campeonatos nacionales y también en el “matagigantes” de los campeonatos nacionales y en el “cementerio de los grandes” de los campeonatos nacionales, hasta consagrarse en el año 2000 primer año del siglo XXI, como CAMPEÓN NACIONAL, siendo la primera vez que un equipo fuera de Quito y Guayaquil lo logre, consiguiendo así una primicia más para la ciudad, cuando el Olmedo se consagró Campeón Nacional del Fútbol Ecuatoriano es considerado como El Campeón del Milenio, constituyéndose el único equipo fuera de las Provincias de Pichincha y Guayas en ser campeón nacional representante de la provincia de Chimborazo llevando el equipo riobambeño al cetro máximo del fútbol ecuatoriano con el gol de cabezazo de Marcelo Fleitas conseguido en los últimos minutos del cotejo clave de la Liguilla Final de Diciembre del 2000 al poner el empate del Olmedo de visitante sobre Aucas de local por el resultado del empate a 1 gol en el Estadio del Aucas de Quito La Capital de la República Olmedo festejaba el primer y único título y además el primer título no perteneciente a Guayas o Pichincha en su larga trayectoria deportiva el cual se convertía en el primer campeón ecuatoriano del siglo XXI como hacía 43 años cuando Emelec fue el primer campeón nacional lo alcanzó en 1957 en la historia del fútbol ecuatoriano en nuestro país por primera y única vez en 81 años de historia olmedista para el Olmedo de Riobamba obtuvo la meritoria sorpresa del campeón fue en el 2000, como dato anecdótico Olmedo Campeón del 2000 envió al descenso a la Serie B a Liga Deportiva Universitaria de Quito. En el 2002, Olmedo descendió a la Serie B después de 30 años. Pero al año siguiente en 2003 volvió a jugar en la Serie B y logró el ascenso a la Serie A en el 2004 volvió a jugar en la Serie A empezando otra nueva etapa brillante del club, Olmedo cumple 85 años de vida institucional (1919-2004) que forjaron tradiciones hoy y siempre que tienen herencias de generación en generación. hasta ese mismo año, Olmedo se consagró Vicecampeón Nacional del Fútbol Ecuatoriano, constituyéndose el único equipo fuera de Pichincha o Guayas en ser vicecampeón nacional representante de la provincia de Chimborazo. 
Participó en las ediciones de la Copa Libertadores de América de 2001, 2002, 2005 y 2008, llegando a los octavos de final en 2002. En 2007, participó en la Copa Sudamericana por única vez (tras ganar la primera fase del campeonato ecuatoriano), llegando a la segunda ronda.
Ha jugado nueve veces la liguilla de la Serie A del Fútbol Ecuatoriano en los años 1996, 1998, 2000, 2001, 2004, 2005, 2006, 2007 y 2009 (tras la salvación del Barcelona en la Serie A y enviando al descenso a la Serie (B) a Técnico Universitario junto al aguerrido Liga de Portoviejo).
Sería imposible no recordar a quienes fueron los causantes de la historia del "inmortal ciclón". Podemos citar jugadores que han sido un aporte valioso y que se han entregado por la defensa azul y rojo.
Entre otros, han jugado en el Olmedo Hernán Barcos, Jorge Corozo, Manuel Alvarenga, Wellington Paredes, Kléber Fajardo, Vidal Pachito, Carlos "Frentón" Muñoz Martínez, Eduardo Hurtado, José Luis Perlaza, Óscar Bagüi, Enrique Vera, Carlos Javier Caicedo, Luis Caicedo, Marcelo Fleitas, Orfilio Mercado, Christian Gómez, Expedito da Silva "Chivata", Eliécer Mosquera, Juan Carlos Ruíz, Carlos Izquierdo Sánchez, Carlos Castro, Antonio De Merlo, Rui López, Carlos Medrano, Celino Mora, Vidal Carvallo, Bernandino Franco, Miguel Alvarenga Torres, Emilio Gómez, Hernán Pineda, José Luis Rodríguez, Atanacio Centurión Martínez, Julio César Murieda Silva, Fermín Rolón, Jorge Guzmán, Luis Cifuentes, Ricardo Martínez, Oswaldo Martínez, Orlando Martínez Orozco, Enrique Angulo Vallecilla, José Omar "Ferrari" González, Freddy Brito, Wilmer Lavayen, Omar Ledesma, Imer Chérrez, Héctor "Pipa" González, Édison Maldonado, Luis González, Gabriel Fernández, Italo Cavagnari, Gerardo "Huaqui" Delgado, Bolívar "Flaco" Rangel, Belford "Colorado" Párraga, Fabián Vicente Burbano, Fernando Lobos, Máximo Abel Ramírez, Da Silva, Fernandinho, Miguel Adolfo López, Xavier Delgado Pineda, Max Mecías, Washington Aires, Jairo Cadena, Ricardo Alberto Acuña, Cristian Calderón, Walter Pose, Sergio Ivaldi Haro, Rogelio Da Barrios Toninho, Carlos De Jesús, Pedro Paulo Oliveira, Ariel Goldman, Andrés Quintero Garzón, Gabriel Acevedo, Gabriel D'Ascanio, Fernando Lavezzi, Andrés Quintero, Wilber Hurtado, Pablo De La Cruz Galván, Christian D'Aguerre, Martín Di Luca Scavuzzo, Javier López, Adrián Soto, Sergio Didduch, Ronaldo Da Silva, Javier Delgado, Ángel Mera, Ulises Adrián Lezcano, Ángel Alfredo Vera, Wilson Rodríguez, Óscar Pacheco, Julio César "Palomo" Gómez y otros más.
Fueron años de crisis económicas, deportivas e institucionales, incluso descendió a la Serie B por primera vez en su historia, esta racha gloriosa se interrumpió el penúltimo partido del cuadro del inmortal ciclón andino que se disputó en la Serie A del Fútbol Ecuatoriano del año 2002 ante Aucas ocurrió el 6 de octubre de 2002 iba empatando 2 a 2 y todo estaba consumiendo su descenso a la Serie B, Olmedo descendió a la Serie B, cuando Olmedo perdió la categoría después de 30 años y cayó en una profunda crisis económica, deportiva, social e institucional.
En 2003, Olmedo jugó en la Serie B, venció ante el UDJ de Quinindé fue el 4 de octubre de 2003 iba logrando venciendo 3 a 0 a favor de visitante, ocupó el primer lugar del torneo, regresando así, para el año 2004 a la categoría de privilegio después de 9 años luego de un año duro, tormentoso y difícil y así el Olmedo revivió la categoría.
El 2012 acaba con 9 años seguidos de permanencia en la Serie A. El Inmortal Ciclón termina duodécimo en la Primera y Segunda Etapa y en la Tabla Acumulada y con tres entrenadores a lo largo del año (Juan Amador Sánchez, despedido; Óscar Pacheco, renunciado; y Roque Alfaro), debiendo disputar el último partido contra Barcelona, perdiendo por 3-1 en el Monumental, marcó el descenso del equipo a la Serie B, .
En la temporada 2013 jugó en la Serie B, donde se consagra campeón, otorgándole un cupo para nuevamente disputar la temporada 2014, en la Serie A. Sólo para descender y volver a disputar la Serie B en el año 2015 Olmedo conforma un gran equipo con el profesor Carlos Sevilla manteniéndose como puntero absoluto y con serias aspiraciones para lograr el ascenso, mas su presidente de ese año Luis Antonio Aimacaña Sánchez siendo a la vez gerente general de la Cooperativa de Ahorro y Crédito Acción Rural cae en disolución forzosa e inmediata y deja al Club sumido en deudas y sin dirigencia, asume momentáneamente la presidencia del club Santiago Mancheno Pino quien renuncia al cabo de un poco más de un mes, otra vez Olmedo sin dirigencia y los socios activos del club en asamblea ampliada realizada en el salón de la ciudad, elige como su nuevo presidente al Arq. Eduardo Granizo Luna, quien renuncia en menos de 24 horas, asume la presidencia el Sr. Evaristo Torres Bedoya quien permanece en la dirigencia muy pocos días y ante la falta de recursos económicos renuncia irrevocablemente junto a su directorio, otra vez Olmedo sin dirigencia y en la incertidumbre.
En Asamblea de los socios activos del Club realizada en el salón auditorio de la AFNACH eligen a la Ing. Mayra Arguello como su nueva presidenta, quien asume la dirigencia del club en un momento de crisis económica y administrativa, quien inicia su dirigencia y al frente del Centro Deportivo Olmedo lo que faltaba del campeonato del 2015, 2016, 2017, 2018 y gracias a las últimas reformas realizadas por la flamante Liga Pro del fútbol profesional ecuatoriano, decidieron que sea el cuatro equipo de la Serie B ascendió a la Serie A, Olmedo logra en el cuarto lugar su ascenso a la serie A para el 2019 año en que el club tomando la fecha de creación del 11 de noviembre de 1919 cumplirá sus 100 años.

### Participación internacional
No ha ganado ninguno hasta el momento, pero cuenta con algunas participaciones internacionales: 
- Copa Libertadores: 4 ocasiones: 2001, 2002, 2005 y 2008

- Copa Sudamericana: 1 ocasión: 2007

### Cronología del Olmedo
1912, 1916, 1919, 1922 y 1945: se marcan como las fechas de renacimiento y refundación del club.
1946: se afilia a la Federación Deportiva de Chimborazo.
1955: en la presidencia de Felipe Izurieta (†) contrata a Alberto Spencer (†) como refuerzo para torneos interprovinciales, hablamos de la época romántica del fútbol en donde también recordamos a Chucho Gómez, Paterson, Pedro Gando, Raymondi, Mario Freire, Pepe Robalino, Tuto Bonilla, Arturo Layedra, Olmedo Layedra y otros el Olmedo era imparable de lujo, ahí su himno SALVE INVICTO CAMPEÓN creación del poeta y músico riobambeño Mesie Borja el "Indio Feliciano" en homenaje a Don Felipe Izurieta (†) hombre ilustre que dio todo por el Inmortal Ciclón Olmedo.
1971: ingresa al profesionalismo con la gestión de Iván Jaramillo y llega a la Serie B. Por reglamento, en la mitad del torneo asciende a la Serie A porque se ubica en segundo lugar de la primera etapa.
1972: jugó en la Serie A, desciende a la Serie B y luego desciende a la Segunda Categoría.
1973: el inmortal ciclón andino ascendió a la Serie B, Además la provincia de Chimborazo es representado en el fútbol profesional por el Atlético Riobamba en 1973.
1974: jugó nuevamente en la Serie B, en 1978 desciende a la Segunda Categoría y con el descenso del Olmedo desaparece la AFNACH y sus clubes afiliados a la AFNACH hasta 1982.
1982: El Círculo de Periodistas Deportivos de Chimborazo y las emisoras deportivas de la ciudad se fusionan como CÍRCULO DEPORTIVO RADIAL logran reestructurar la AFNACH y el Centro Deportivo Olmedo vuelve a participar en el fútbol profesional en la Segunda Categoría hasta 1993.
1984: La AFNACH en el congreso del fútbol profesional ecuatoriano indica que el sistema de campeonato de ascenso para la serie A no presentaba un sistema acorde con el esfuerzo económico, organización y pretensiones de los equipos de segunda categoría y al calificar como injusto el sistema se desafilia de la FEF. 
Ese mismo año la FEF decide realizar un cuadrangular de ascenso directo a la Serie A con la participación de las asociaciones provinciales de fútbol de Chimborazo, Azuay, El Oro y Cotopaxi, Chimborazo con sus clubes afiliados de la AFNACH no participan en este cuadrangular por cuanto al estar desafiliados de la FEF no se encontraban en actividad deportiva, con las asociaciones provinciales restantes Azuay, El Oro y Cotopaxi participan en un triangular por dos cupos directos a la Serie A, aquí hay que indicar que el Deportivo Cuenca había descendido a la segunda categoría y sus dirigentes aprovecharon este triangular para retornar a la serie A, los dos cupos para la serie A se adjudicaron al Deportivo Cuenca y al Audaz Octubrino quedó fuera el Deportivo Cotopaxi.
En 1985 el Centro Deportivo Olmedo con un equipazo participa en el torneo de ascenso de segunda categoría y clasifican al zonal como campeón en forma invicta, juntamente con River Plate del barrio Las Carmelitas (Riobamba) Centro Deportivo Olmedo y River Plate de Riobamba les toca el zonal de ascenso con Aucas y Chacarita de Chimbacalle afiliados a la AFNA, el primer partido le toca en casa con  River Plate y gana el Centro Deportivo Olmedo por 1 a 0, después le toca en casa con Chacarita de Chimbacalle y gana el Centro Deportivo Olmedo por 2 a 0, enseguida le toca en casa con Aucas y empata por 1 a 1, de visitante contra  River Plate y gana por goleada de 4 a 1, de visitante contra Chacarita de Chimbacalle y empata 2 a 2, de visitante contra Aucas en el Olímpico Atahualpa y pierde abultadamente por 7 a 1, antes del 7 a 1, este partido se debía jugar en día domingo, Aucas y Olmedo se encontraban en el campo de juego y sorpresivamente no aparece la terna arbitral titular ni el árbitro suplente, por lo que no se realizó el encuentro, los árbitros adujeron que se habían enfermado (los cuatro?)  
El presidente de River Plate de Riobamba era en ese entonces Intendente General de Policía de Chimborazo Fernando Larrea (†), al equipo de las Carmelitas en su segundo partido le toca enfrentar al Aucas en calidad de visitante en el Olímpico Atahualpa, el Aucas golea sin piedad al River Plate de las Carmelitas de Riobamba por el marcador de 12 a 0, con este marcador y de darse hipotéticamente un empate entre Aucas Y Olmedo se tendría que aplicar el mejor gol de diferencia, imposible descontar al Aucas los 12 goles que logró frente al River Plate, estas cosas se daban en el fútbol, se enferman los cuatro árbitros y los 12 goles a favor, insólito. 
El equipo que formó el Centro Deportivo Olmedo ese año en 1985 con figuras como Carlos Muñoz Martínez, Xavier Delgado Pineda, Franklin Ripalda, Cordova, Pedro Lince, los extranjeros Miguel Adolfo López paraguayo goleador con Nueve de Octubre de Guayaquil, Fernando Marques "Fernandinho" brasileño que luego en 1986 jugaría para el River Plate Riobamba y los riobambeños. Ángel Proaño que venía de Técnico Universitario y jugando la Copa Libertadores, Gustavo Díaz, Jorge Tocto, Jorge Bonilla ente otros había siete riobambeños en su nómina, era la base del equipo con miras al ascenso de 1986, este plantel era con un presupuesto de un equipo de primera y lo solventaba el señor Aurelio Cordovez Chiriboga entonces gerente de Cemento Chimborazo y presidente del Olmedo, la cementera era el patrocinador principal del ídolo riobambeño, para 1986 el Cemento Chimborazo deja de auspiciar al Centro Deportivo Olmedo y con esta falta de auspicio económico este equipo se desintegra y el señor Jorge Humberto Machado es quien asume la responsabilidad de ser presidente del ídolo riobambeño y va tras el ascenso. 
En 1985 la AFNACH se reintegra a la FEF y en el congreso de ese mismo año decide el congreso de fútbol profesional que para 1986 los campeones de ascenso de segunda categoría de la AFNACH y AFNAC en un campeonato interno con sus clubes afiliados de la AFNACH y quien quedarse campeón automáticamente ascenderían a la serie A del fútbol profesional ecuatoriano.
1986: Olmedo Juega la final de Segunda categoría provincial, ante River Plate de Riobamba ese año ascendería a la Serie A del fútbol rentado del país el club River Plate de Riobamba ganando el cupo que resolvió la FEF en el congreso de 1985 el equipo Carmelitano desciende de categoría a la serie B en 1988, después desciende a segunda categoría en 1990 y luego desaparece definitivamente en 1996.
1993: volvió ascender a la Serie B.
1994: volvió ascender a la Serie A.
2000: ganó el torneo nacional y se convierte en el primer equipo, fuera de Quito o Guayaquil, en ostentar ese título, gracias a una base de jugadores de proceso trabajada durante 14 años, 8 años en River y 6 en Olmedo, desde 1986 hasta el 2000 iniciando así la época dorada hasta 2009.
2002: desciende a la Serie B marcando su primer descenso olmedista en 30 años.
2003: volvió ascender a la Serie A marcando su primer ascenso olmedista en menos de 10 años.
2004: quedó subcampeón nacional y se convierte en el penúltimo equipo, fuera de Quito o Guayaquil, en ostentar ese subtítulo.

### Crisis Severa del Club
Olmedo cayó en una enorme y gran crisis en todos los aspectos de la vida del Club; sufriendo nueve descensos de categoría en 1972, 1976, 1978, 2002, 2012, 2014, 2019, 2021 y 2022.

### Olmedo nuevamente volvió a la Serie A
Tras 1 año en la Serie B, volvió a la Serie A tras vencer 1 a 0 a UTC con gol del argentino Daniel Neculman y se consagró campeón de la Serie B año 2013.

### Olmedo nuevamente volvió a la Serie B
Tras 1 año en la Serie A, volvió a la Serie B tras perder ante Emelec 1 a 0 con que el Inmortal Ciclón de los Andes perdió la categoría y descendió a la Serie B en medio de la debacle del Ídolo Riobambeño, donde la fiel y multitudinaria hinchada apoya al equipo hasta que ascendió a la serie de privilegio en 2018 en definitiva hay que destacar ese maravilloso ejemplo de fidelidad de su hinchada para el Olmedo de Riobamba.

### Crisis del club y nueva frustración (2015-2017)
No se cumplieron ninguno de los dos objetivos, los cuales eran el ascenso, o ser campeones del certamen y se quedaron otra temporada más en Serie B, tampoco pudo devolver al club a la división de privilegio pero en medio de la crisis deportiva y financiera el ciclón tendría que esperar un año más por malos resultados y por malos manejos administrativos y la inquieta etapa frustrante que lo tenían al borde de un colapso económico sumido en una crisis económica.

#### La irregularidad
El ciclón comienza el año bajo el mando del estratega español Vicente Girona Izquierdo, cargo que no estuvo bajo su mandato por mucho tiempo ya que en la fecha 3 es sustituido del cargo por los malos resultados y la pésima posición en el Campeonato Ecuatoriano de Fútbol Serie B 2016 se encontraba penúltimo, en la fecha 5 asume un antiguo conocido y muy preciado personaje que obtuvo el único título para el cuadro el director Julio Asad, bajo el mandato se ubica al finalizar la primera etapa en el puesto número 10 con 3 partidos ganados 9 empates y 6 partidos perdidos con peligro de descenso, los malos resultados continúan en la segunda etapa y en la fecha número 30 se le rescinde el contrato al profe Julio Asad con 4 partidos ganados, 14 empates y 8 perdidos es decir con 26 puntos de 78 en juego, y asume el exjugador Omar Ledesma con resultados positivos con 5 partidos ganados, 3 empatados y 3 perdidos que alivia un poco la situación y a 3 fechas para que termine el campeonato el equipo esta a salvo del descenso, lo rescatable del año que el jugador Jacob Murillo está entre los goleadores del torneo con 15 goles en 35 partidos jugados.

#### A puertas del ascenso
El Centro Deportivo Olmedo inició esta nueva temporada con el estratega Claudio Chacior con el cual arrancaron el Campeonato Ecuatoriano de Fútbol Serie B 2017 en donde en su debut con un solitario tanto por parte de Ezequiel Luján fue suficiente para obtener la primera victoria del torneo ante Liga de Loja. Ya en la segunda fecha de local el ciclón de los Andes volvió a conseguir otra importante victoria ante Liga de Portoviejo con un buen margen de público. En los siguientes encuentros del torneo el Olmedo venció a equipos como Liga de Loja, Liga de Portoviejo, América de Quito –recién ascendido a la Serie B– y Aucas –este último ascendió a la Serie A al final de la temporada 2017– obteniendo así una campaña perfecta de 12 puntos en 4 partidos jugados y mostrando uno de sus mejores arranques de campeonato en los últimos años hasta que en la fecha 5 del certamen perdió su invicto ante Técnico Universitario, que a la postre ascendió a la Serie A y además coronó campeón de la Serie B al final de la temporada 2017 en un partido muy polémico. Cabe recalcar que algunos "hinchas" olmedistas arrojaron botellas al gramado y una de ellas impacto a una autoridad por lo que Olmedo fue suspendido y jugó el partido contra Santa Rita sin público. Sin embargo, el estratega Claudio Chacior fue renunciado tras caer con el América de Quito por 2 a 0 en la capital del país, en su lugar asumió el exjugador olmedista Omar Ledesma. Finalmente, Olmedo finalizó la temporada al ocupar en cuarto puesto de la tabla acumulada y se quedó a puertas del ascenso.

### Un nuevo ascenso previo al Centenario del club (2018)
Luego de tres años amargos, donde peleó pero no le alcanzó, el 2018 le depararía al Olmedo un destino diferente. De dos etapas a doble partido entre los 12 participantes, pasó solo a una, donde, luego de 44 partidos, se definían los ascendidos a Serie A.
El cuadro riobambeño figuraba como uno de los que pelearía por el ascenso, y pese a iniciar con empate, el Orense, los riobambeños dieron pelea. Tras 44 partidos, lograron 19 victorias, 15 empates y 10 derrotas, y terminaron con 72 puntos, dos menos que el tercero, Fuerza Amarilla, y con 1 más que el cuarto, Liga de Portoviejo. El ansiado ascenso se concretó en el estadio Olímpico Fernando Guerrero, donde recibían a la Liga de Loja. El empate concretó el marcador de 0 a 0. Así, el Ciclón logró ascender a la Serie A del 2019, y cortaron su estancia en Serie B que duró tres largos años.

### El descenso a Serie B y el final de la era Argüello (2021)
El final de la temporada 2020 fue de infarto para los aficionados del equipo rojo y azul, pues el Ciclón estuvo al borde del descenso salvándose tan solo por la diferencia de gol con LDU Portoviejo, quienes ocuparon la segunda plaza para la categoría B del 2021 junto con El Nacional. 
Comenzaba un nuevo torneo para los riobambeños esperanzados en un equipo armado con varios jugadores de renombre como los medallistas de bronce en el Mundial Sub-20 2019 celebrado en Polonia: Jordan Rezabala y Sergio Quintero; Gabriel Cevallos, los experimentados Jaime Ayoví y Mauricio Yedro; entre otros.
El primer tropiezo vendría en la fecha inicial del torneo ante Universidad Católica, donde tras una negligencia administrativa del club, al no retirar ni presentar los carnets de cancha suficientes para disputar un partido oficial, el encuentro no se disputó y resultó ganador el cuadro capitalino. Este episodio sería un adelanto de lo que vendría para el club en esta temporada aun bajo la administración de Mayra Argüello.
Sin embargo, el 21 de mayo de aquel año, la Secretaría del Deporte aun en funciones y presidida por Andrea Sotomayor, comunicó a las máximas entidades del fútbol ecuatoriano que el directorio de Mayra Argüello para el período 2019-2023 no había sido registrado, obligando a llamar a elecciones en un período máximo de 30 días.
Mientras avanzaba el campeonato, seguían apareciendo problemas para el club riobambeño al ir conociendo la desvinculación de jugadores importantes como los antes mencionados, sanciones y resultados negativos El 21 de julio, Liga Pro penaliza a Olmedo con la pérdida de 3 puntos por incumplimiento de pagos. Paralelamente, un grupo de socios marginados sin fundamento por la administración de Argüello, luchaba por recuperar su condición de socios y colocar en la presidencia a un personaje que había tomado relevancia al ser el portaestandarte de la lucha de los hinchas y socios por recuperar el club: Fernando Flor.
La asamblea de socios de Olmedo se auto convocó a elecciones amparados en el estatuto de la institución, y el 4 de septiembre de 2021 eligen a Fernando Flor como presidente en una elección donde solo se inscribió aquella lista como única participante. El Ciclón estuvo inmerso en esta inestabilidad administrativa mientras el campeonato ecuatoriano seguía su rumbo.
Tan grave era la situación en Olmedo, que para la fecha 24 el 3 de octubre, comprometidos con el descenso, el Ciclón de los Andes se presentó con 12 jugadores al partido vs Aucas, donde los quiteños golearon 1 x 4 a Olmedo en condición de local. La debacle se sentía cada vez más cerca, sin embargo este sería el último partido de la era Argüello al mando del equipo riobambeño dejando a Olmedo a una derrota de descender.

### El nuevo proyecto para Olmedo: El Futuro del Ciclón y la misión imposible de salvar la categoría
La semana posterior a la derrota ante Aucas fue de gran conmoción para los hinchas olmedinos. Se habían realizado las elecciones por parte de la asamblea de socios, se había escogido presidente nuevo pero faltaba el paso más importante.
El ahora llamado Ministerio de Deporte, comunicó el registro del nuevo directorio el lunes 11 de octubre de 2021 con Fernando Flor a la cabeza, dejando de lado a Mayra Argüello, Manuel Uvidia y los demás miembros de la anterior administración. 
Al día siguiente, los nuevos dirigentes del club acudieron al Complejo Deportivo y Administrativo de CD Olmedo para tomar posesión como directorio y comenzar su gestión al mando del club. Se encontraron sin embargo con la presencia de Mayra Argüello en las instalaciones negándose a irse. Después de toda una mañana de llamadas, conversaciones, órdenes, intervenciones de autoridades locales; Argüello abandonó el complejo entre abucheos de los hinchas que acudieron a ser testigos del final de este capítulo en la historia de su club.
Comenzaba entonces el camino a contra reloj de Fernando Flor como presidente de Olmedo, con un torneo en disputa, a una derrota del descenso y teniendo que jugar en condición de visitante con un plantel con deudas acumuladas y sin haber tenido las condiciones mínimas durante el año para realizar su trabajo. 
El partido a jugarse era por la Fecha 25 contra Guayaquil City en el Estadio Christian Benítez, donde los dirigidos en ese entonces por el estratega Nelson Brito comenzaron ganando con un gol de Sergio Quintero, sin embargo el final del partido proclamó a los guayaquileños como ganadores del encuentro por 4 - 2. Olmedo debía esperar un milagro para seguir en competencia a pesar de la enorme brecha de puntos con sus competidores. Tal era así, que la combinación de resultados hicieron que Olmedo sea definitivamente sentenciado a jugar la serie B la siguiente temporada a falta de 5 fechas por disputarse.
Olmedo, ya descendido, enfrentó los siguientes partidos con la intención de dejar una buena imagen como institución presentando una plantilla más numerosa, llegando a hacer debutar a 4 jugadores de sus formativas, logrando el regreso de Gabriel Cevallos y Jonathan Ferrari quienes se habían distanciado del plantel por diferencias con la administración, y tratar de competir dignamente hasta el final. Nelson Brito sería el encargado de dirigir los siguientes dos partidos que resultaron en derrota para Olmedo, ante Delfín como local y en la goleada como visitante ante Independiente del Valle por 5 - 0 en el nuevo estadio del club rayado.
Flor, pensando inmediatamente en la temporada siguiente, eligió a Héctor 'El Pipa' González como nuevo estratega del equipo riobambeño para afrontar el final del torneo y comenzar el trabajo para el próximo año. Así González dirigió los últimos 3 partidos de Olmedo ante Barcelona (L), Manta (V) y Orense (L); todos con derrota. 
De esta manera, se cerró la temporada 2021 donde la convulsión vivida en lo administrativo, lo institucional y lo deportivo a cargo de Argüello se tradujo en la peor temporada de Olmedo en su historia en Liga Pro.

### Descenso a Segunda Categoría (2022)
Tras el descenso en el 2021, empezó su nueva temporada en la Serie B después de 3 años, con el comienzo del 2022, el equipo tuvo diferentes problemas, siendo el principal problemas extra futbolísticos con los futbolistas, la directiva, la federación y sus patrocinadores, aunado con la crisis que se arrastro con el torneo pasado, provocando de que Olmedo no pudiera hacer contratos para nuevos jugadores como se le quitara una de sus sucursales, causando de que la hinchada tuviera incertidumbre como malestar al ver estos problemas serían un impedimento para regresar a la Serie A y que esto ocasionaría que el equipo cayera hasta Segunda Categoría de Ecuador, sin embargo el equipo riobambeño terminó de hundirse a la Segunda Categoría lugar del que jamás volvieron a ver la luz equipos tradicionales del fútbol ecuatoriano de antaño como el América de Quito, Everest, Patria, Norte América, Calvi, Panamá, Esmeraldas Petrolero, Juventus, Juvenil, Green Cross, Juventud Italiana, Bonita Banana, Audaz Octubrino, Santos, Liga de Cuenca, Espoli, Deportivo Quito, América de Ambato, Búhos ULVR (ex Guayaquil Sport), Clan Juvenil y los desaparecidos Politécnico, Manta Sport, River Plate de Riobamba, Filanbanco, Valdez, Liga de Loja, Deportivo Azogues y Fuerza Amarilla en medio de la debacle del cuadro riobambeño.

### Partidos amistosos contra equipos extranjeros
| Fecha                  | Rival                  | Resultado | Ciudad   |
| ---------------------- | ---------------------- | --------- | -------- |
| 14 de marzo de 1985    | Fluminense             | 0:1       | Riobamba |
| 1 de febrero del 2005  | Millonarios FC         | 2:1       | Riobamba |
| 17 de enero del 2011   | Deportes Tumaco        | 6:3       | Riobamba |
| 19 de enero del 2014   | América de Cali        | 2:1       | Riobamba |
| 22 de febrero del 2015 | Independiente Santa Fe | 2:0       | Riobamba |

## Uniforme
- Uniforme titular: Camiseta azul con franja pectoral celeste degradado, pantalón azul, medias azules.
- Uniforme alternativo: Camiseta roja con detalles pectorales azules, pantalón rojo, medias rojas.

El uniforme del Olmedo está inspirado en los colores de la bandera de la ciudad de Riobamba y la Provincia de Chimborazo.

### Evolución del uniforme titular
| 1944 | 1945 | 1949-1953 | 1950 | 1954-1969 | 1971 | 1983 | 1985 | 1986 | 1989 |  |

| 1989 | 1995 | 1996 | 1997 | 1998 | 1999 | 2000 | 2001 | 2002 | 2003 |  |

| 2004 | 2005 | 2006 | 2007 | 2008 | 2009 | 2010 | 2011 | 2012 | 2013 |  |

| 2014 | 2015 | 2016 | 2017 | 2018 | 2019 | 2020 | 2021 | 2022 | 2023 |  |

| 2024 |

### Evolución del segundo uniforme
| 2006 | 2007 | 2008 | 2009 | 2010 | 2011 | 2012 | 2013 | 2014 | 2015 |  |

| 2016 | 2017 | 2018 | 2019 | 2020 | 2021 | 2022 | 2023 | 2024 |

### Evolución del tercer uniforme
| 2018 | 2019 | 2020 | 2021 | 2022 |

### Uniformes especiales
| Titular 100 años |

### Auspiciantes
- Actualizado al 2025.

La camiseta actual lleva la marca de Elohim, empresa ecuatoriana de confección y distribución de accesorios deportivos; con la cual el club tiene vínculo desde 2023 y el patrocinador principal es la empresa ecuatoriana Importadora Car-Max desde 2025.[cita requerida]
Esta es la cronología de las marcas y patrocinadores de la indumentaria del club.
Las siguientes tablas detallan cronológicamente las empresas proveedoras de indumentaria y los patrocinadores que ha tenido el Olmedo desde el año 1983 hasta la actualidad:
| Período       | Proveedor       |
| ------------- | --------------- |
| 1983-1994     | Sin Marca       |
| 1995          | Marathon Sports |
| 1996          | Nanque          |
| 1997          | Reebok          |
| 1998-2007     | Puma            |
| 2008-2010     | Diadora         |
| 2011-2012     | Astro           |
| 2013-2014     | Reusch          |
| 2015          | Astro           |
| 2016          | Joma            |
| 2017-2021     | Boman           |
| 2022          | Reusch          |
| 2023-presente | Elohim          |

| Período       | Patrocinador                                       |
| ------------- | -------------------------------------------------- |
| 1983          | Caravana                                           |
| 1985-1986     | Cemento Chimborazo                                 |
| 1987-1991     | Sin Patrocinador                                   |
| 1992          | Jimmy Sport                                        |
| 1993          | Cemento Chimborazo                                 |
| 1993          | Pepsi                                              |
| 1994          | Mobil                                              |
| 1995-2009     | Pilsener                                           |
| 2009          | Sin Patrocinador                                   |
| 2009          | Pinturas Cóndor                                    |
| 2010-2015     | Cooperativa de Ahorro y Crédito Acción Rural Ltda. |
| 2016          | Estación de Servicio Guano                         |
| 2017          | Sin Patrocinador                                   |
| 2018          | GolTV                                              |
| 2019-2021     | Cooperativa de Ahorro y Crédito Daquilema          |
| 2022          | iDifferents                                        |
| 2023-2024     | Fibra Telecom                                      |
| 2025-presente | Importadora Car-Max                                |

## Rivalidades
CD Olmedo tiene una larga historia de rivalidades con clubes de Riobamba en la era amateur. Su rival original y tradicional fue el Club (El Prado, 1918) de grata recordación, que hoy se ha reorganizado desde las formativas, con este club se recuerda PRADO VS OLMEDO, en el amateurismo. 
El Centro Deportivo Olmedo, con el Club Atlético River Plate de Riobamba, en segunda categoría profesional jugaron los campeonatos de, 1983 en el año 1984 los equipos de la Afnach estuvieron en inactividad, retomando la actividad futbolística el 1985 y 1986, estos equipos se han enfrentado en segunda categoría profesional en (12) doce ocasiones librando emocionantes  encuentros iniciando una rivalidad que poco a poco iba tomando caracteres de clásicos, hasta que el equipo del barrio de las Carmelitas o llamado también el equipo Carmelitano ascendió a la serie A en la Final de Segunda Categoría, jugado en la Ciudad de Guano; 1-0 a favor de River Plate en el año de 1986 . las estadísticas favorecen en victorias logradas a favor del Centro Deportivo Olmedo, fue una verdadera pena que River Plate riobambeño haya desaparecido.  
Si de rivalidades con historia se debe hablar, son los encuentros con el Macará de la ciudad de Ambato, que data desde el fútbol romántico del Ecuador de los años 50 y que luego ya en el profesionalismo estos dos equipos Olmedo y Macará acrecentaron su rivalidad, constituyéndose por su historia y tradición de estos equipos en un verdadero clásico hoy con justicia llamado el Clásico Interandino.
Olmedo y Macará tienen mucha historia, con Técnico Universitario existe cierta rivalidad por ser equipos representativos de las ciudades de Riobamba y Ambato, Los episodios de violencia entre los aficionados son raros actualmente no así en los encuentros disputados en años anteriores en donde la pasión desbordaba en los graderíos por esa rivalidad misma de los aficionados.

### Clásicos
Se denomina “clásico” a los enfrentamientos entre los equipos denominados grandes. Todos los partidos disputados entre estos equipos son clásicos. Sin embargo, con el paso del tiempo algunos de estos han tomado mayor relevancia debido a factores como el origen de ambos equipos, su ubicación geográfica, rivalidad entre hinchadas o porque muchas veces estos partidos definían campeonatos, entre otras cosas.
Olmedo vs. Club Deportivo Macará (Clásico Interandino)
Olmedo vs. Técnico Universitario (Clásico de los Volcanes)
Olmedo vs. El Prado (en la era amateur).

### Superclásico Riobambeño
El Superclásico riobambeño o "Superclásico", es el derbi de la ciudad de Riobamba,  es el partido en el que se enfrentan los dos equipos de fútbol más populares de la ciudad y provincia, que han participado en Serie A del campeonato ecuatoriano de fútbol, River Plate de Riobamba y Olmedo. Este espectáculo deportivo concentra la atención de las grandes masas no sólo en Chimborazo, sino en muchas partes del país. Es reconocido por muchos debido a la pasión expresada por parte de los aficionados tanto durante el partido como en la previa, siendo el máximo encuentro el que se disputó en 1986, por la final de segunda categoría en la ciudad de Guano. Esta rivalidad comenzó a mediados del siglo XX, en el amauterismo 1950, River de Riobamba jugaba en inicios como club "Alfonso Villagomez", debido a la prohibición de la FDCH de inscribir clubes con nombres extranjeros, River de Riobamba tuvo que cambiar de nombre. Ha sobrevivido en la memoria a numerosos capítulos que quedaron en la historia del deporte chimboracense y riobambeño, tanto positivos como negativos.
| Partido N.º | Año  | Equipo   | Equipo              | Estadio  |
| ----------- | ---- | -------- | ------------------- | -------- |
| 1           | 1950 | Olmedo 1 | River de Riobamba 2 | Riobamba |
| 2           | 1950 | Olmedo 2 | River de Riobamba 4 | Riobamba |
| 3           | 1971 | Olmedo   | River de Riobamba   | Riobamba |
| 4           | 1971 | Olmedo   | River de Riobamba   | Riobamba |
| 5           | 1972 | Olmedo   | River de Riobamba   | Riobamba |
| 6           | 1972 | Olmedo   | River de Riobamba   | Riobamba |
| 7           | 1976 | Olmedo   | River de Riobamba   | Riobamba |
| 8           | 1976 | Olmedo   | River de Riobamba   | Riobamba |
| 9           | 1982 | Olmedo   | River de Riobamba   | Riobamba |
| 10          | 1982 | Olmedo   | River de Riobamba   | Riobamba |
| 11          | 1983 | Olmedo   | River de Riobamba   | Riobamba |
| 12          | 1983 | Olmedo   | River de Riobamba   | Riobamba |
| 13          | 1984 | Olmedo   | River de Riobamba   | Riobamba |
| 14          | 1984 | Olmedo   | River de Riobamba   | Riobamba |
| 15          | 1985 | Olmedo   | River de Riobamba   | Riobamba |
| 16          | 1985 | Olmedo   | River de Riobamba   | Riobamba |
| 17          | 1986 | Olmedo   | River de Riobamba   | Guano    |
| 18          | 1986 | Olmedo   | River de Riobamba   | Guano    |

## Estadio
El Estadio Olímpico de Riobamba (oficialmente conocido como Primer Estadio Olímpico), es un estadio de fútbol de Ecuador. Está ubicado entre las avenidas Carlos Zambrano y Unidad Nacional, al norte de la ciudad de Riobamba. Su capacidad oficial es para 20.000 espectadores. Fue el primer estadio profesional de fútbol construido en Ecuador.
Fue inaugurado el 14 de marzo de 1926 (anteriormente conocido como Primer Estadio Olímpico Municipal) 47 años después el Estadio Olímpico Municipal cambió de su nombre al actual Estadio Olímpico "Ciudad de Riobamba" que fue remodelada, reconstruida y reinaugurada el 10 de noviembre de 1973. Hasta el 10 de noviembre de 1973, el Estadio Olímpico Municipal fue de propiedad del Ilustre Municipio de Riobamba, fecha en la cual fue donado a la Federación Deportiva de Chimborazo a través de escritura pública suscrita por el Dr. Fernando Guerrero Guerrero, exalcalde de la ciudad y expresidente de la Matriz Deportiva Provincial Amateur, y por otra Celso Augusto Rodríguez, en calidad de Exvicepresidente de la Institución favorecida. 22 años después la nueva ampliación del Estadio Olímpico "Ciudad de Riobamba" fue remodelada, restaurada, reconstruida y ampliada el 4 de agosto de 1995.
El estadio también desempeña un importante papel en el fútbol local, ya que los clubes riobambeños como el Olmedo, Atlético Riobamba, River Plate de Riobamba, Deportivo Chimborazo, Atlético de Riobamba, Star Club, Atlético San Pedro, Riobamba Fútbol Club, Riobamba Sporting Club, Deportivo Marañón, Deportivo Olímpico y Fundación Corozao Fútbol Club hacían y/o hacen de locales en este escenario deportivo.

## Datos del club
- Puesto histórico: 11.° (12.° según la RSSSF)[10]
- Temporadas en Serie A: 23 (1971-1972-I, 1995-2002, 2004-2012, 2014, 2019-2021).[11]
- Temporadas en Serie B: 14 (1971, 1972-II, 1974-1976, 1978, 1994, 2003, 2013, 2015-2018, 2022).[11]
- Temporadas en Segunda Categoría: 15 (1973, 1977, 1983, 1985-1993, 2023-presente).
- Mejor puesto en la liga: 1.° (2000).
- Peor puesto en la liga: 16.° (2021).
- Mayor goleada a favor en torneos nacionales:
  - 7 - 0 contra Delfín (26 de septiembre de 2001).[12]
- Mayor goleada a favor en torneos internacionales:
  - 4 - 1 contra Bolívar de Bolivia (28 de febrero de 2002) (Copa Libertadores 2002).[13]
- Mayor goleada en contra en torneos nacionales:
  - 8 - 3 contra El Nacional (4 de agosto de 1972).[14]
- Mayor goleada en contra en torneos internacionales:
  - 5 - 0 contra Monarcas Morelia de México (24 de abril de 2002) (Copa Libertadores 2002).[13]
- Máximo goleador histórico: Max Mecías (83 goles anotados en partidos oficiales).
- Máximo goleador en torneos nacionales: Max Mecías (81 goles).
- Máximo goleador en torneos internacionales: Fernando Rodríguez (4 goles).
- Primer partido en torneos nacionales:
  - 9 de Octubre 2 - 1 Olmedo (23 de mayo de 1971 en el Estadio Modelo Alberto Spencer).[15]
- Primer partido en torneos internacionales:
  - Defensor Sporting 3 - 2 Olmedo (14 de febrero de 2001 en el Estadio Luis Franzini) (Copa Libertadores 2001).[16]

### Participaciones internacionales
| Competición               | Edición                 |
| ------------------------- | ----------------------- |
| Conmebol Libertadores (4) | 2001, 2002, 2005, 2008. |
| Conmebol Sudamericana (1) | 2007.                   |

Nota: En negrita competiciones vigentes en la actualidad.
| Copa Libertadores                 | Copa Libertadores    | Copa Libertadores    | Copa Libertadores    | Copa Libertadores    | Copa Libertadores    | Copa Libertadores    | Copa Libertadores    | Copa Libertadores                                      |
| Edición                           | Ronda                | PJ                   | PG                   | PE                   | PP                   | GF                   | GC                   | Goleador                                               |
| --------------------------------- | -------------------- | -------------------- | -------------------- | -------------------- | -------------------- | -------------------- | -------------------- | ------------------------------------------------------ |
| Copa de Campeones de América 1960 | Ecuador no participó | Ecuador no participó | Ecuador no participó | Ecuador no participó | Ecuador no participó | Ecuador no participó | Ecuador no participó | Ecuador no participó                                   |
| Copa de Campeones de América 1961 | No se clasificó      | No se clasificó      | No se clasificó      | No se clasificó      | No se clasificó      | No se clasificó      | No se clasificó      | No se clasificó                                        |
| Copa de Campeones de América 1962 | No se clasificó      | No se clasificó      | No se clasificó      | No se clasificó      | No se clasificó      | No se clasificó      | No se clasificó      | No se clasificó                                        |
| Copa de Campeones de América 1963 | No se clasificó      | No se clasificó      | No se clasificó      | No se clasificó      | No se clasificó      | No se clasificó      | No se clasificó      | No se clasificó                                        |
| Copa de Campeones de América 1964 | No se clasificó      | No se clasificó      | No se clasificó      | No se clasificó      | No se clasificó      | No se clasificó      | No se clasificó      | No se clasificó                                        |
| Copa Libertadores 1965            | No se clasificó      | No se clasificó      | No se clasificó      | No se clasificó      | No se clasificó      | No se clasificó      | No se clasificó      | No se clasificó                                        |
| Copa Libertadores 1966            | No se clasificó      | No se clasificó      | No se clasificó      | No se clasificó      | No se clasificó      | No se clasificó      | No se clasificó      | No se clasificó                                        |
| Copa Libertadores 1967            | No se clasificó      | No se clasificó      | No se clasificó      | No se clasificó      | No se clasificó      | No se clasificó      | No se clasificó      | No se clasificó                                        |
| Copa Libertadores 1968            | No se clasificó      | No se clasificó      | No se clasificó      | No se clasificó      | No se clasificó      | No se clasificó      | No se clasificó      | No se clasificó                                        |
| Copa Libertadores 1969            | No se clasificó      | No se clasificó      | No se clasificó      | No se clasificó      | No se clasificó      | No se clasificó      | No se clasificó      | No se clasificó                                        |
| Copa Libertadores 1970            | No se clasificó      | No se clasificó      | No se clasificó      | No se clasificó      | No se clasificó      | No se clasificó      | No se clasificó      | No se clasificó                                        |
| Copa Libertadores 1971            | No se clasificó      | No se clasificó      | No se clasificó      | No se clasificó      | No se clasificó      | No se clasificó      | No se clasificó      | No se clasificó                                        |
| Copa Libertadores 1972            | No se clasificó      | No se clasificó      | No se clasificó      | No se clasificó      | No se clasificó      | No se clasificó      | No se clasificó      | No se clasificó                                        |
| Copa Libertadores 1973            | No se clasificó      | No se clasificó      | No se clasificó      | No se clasificó      | No se clasificó      | No se clasificó      | No se clasificó      | No se clasificó                                        |
| Copa Libertadores 1974            | No se clasificó      | No se clasificó      | No se clasificó      | No se clasificó      | No se clasificó      | No se clasificó      | No se clasificó      | No se clasificó                                        |
| Copa Libertadores 1975            | No se clasificó      | No se clasificó      | No se clasificó      | No se clasificó      | No se clasificó      | No se clasificó      | No se clasificó      | No se clasificó                                        |
| Copa Libertadores 1976            | No se clasificó      | No se clasificó      | No se clasificó      | No se clasificó      | No se clasificó      | No se clasificó      | No se clasificó      | No se clasificó                                        |
| Copa Libertadores 1977            | No se clasificó      | No se clasificó      | No se clasificó      | No se clasificó      | No se clasificó      | No se clasificó      | No se clasificó      | No se clasificó                                        |
| Copa Libertadores 1978            | No se clasificó      | No se clasificó      | No se clasificó      | No se clasificó      | No se clasificó      | No se clasificó      | No se clasificó      | No se clasificó                                        |
| Copa Libertadores 1979            | No se clasificó      | No se clasificó      | No se clasificó      | No se clasificó      | No se clasificó      | No se clasificó      | No se clasificó      | No se clasificó                                        |
| Copa Libertadores 1980            | No se clasificó      | No se clasificó      | No se clasificó      | No se clasificó      | No se clasificó      | No se clasificó      | No se clasificó      | No se clasificó                                        |
| Copa Libertadores 1981            | No se clasificó      | No se clasificó      | No se clasificó      | No se clasificó      | No se clasificó      | No se clasificó      | No se clasificó      | No se clasificó                                        |
| Copa Libertadores 1982            | No se clasificó      | No se clasificó      | No se clasificó      | No se clasificó      | No se clasificó      | No se clasificó      | No se clasificó      | No se clasificó                                        |
| Copa Libertadores 1983            | No se clasificó      | No se clasificó      | No se clasificó      | No se clasificó      | No se clasificó      | No se clasificó      | No se clasificó      | No se clasificó                                        |
| Copa Libertadores 1984            | No se clasificó      | No se clasificó      | No se clasificó      | No se clasificó      | No se clasificó      | No se clasificó      | No se clasificó      | No se clasificó                                        |
| Copa Libertadores 1985            | No se clasificó      | No se clasificó      | No se clasificó      | No se clasificó      | No se clasificó      | No se clasificó      | No se clasificó      | No se clasificó                                        |
| Copa Libertadores 1986            | No se clasificó      | No se clasificó      | No se clasificó      | No se clasificó      | No se clasificó      | No se clasificó      | No se clasificó      | No se clasificó                                        |
| Copa Libertadores 1987            | No se clasificó      | No se clasificó      | No se clasificó      | No se clasificó      | No se clasificó      | No se clasificó      | No se clasificó      | No se clasificó                                        |
| Copa Libertadores 1988            | No se clasificó      | No se clasificó      | No se clasificó      | No se clasificó      | No se clasificó      | No se clasificó      | No se clasificó      | No se clasificó                                        |
| Copa Libertadores 1989            | No se clasificó      | No se clasificó      | No se clasificó      | No se clasificó      | No se clasificó      | No se clasificó      | No se clasificó      | No se clasificó                                        |
| Copa Libertadores 1990            | No se clasificó      | No se clasificó      | No se clasificó      | No se clasificó      | No se clasificó      | No se clasificó      | No se clasificó      | No se clasificó                                        |
| Copa Libertadores 1991            | No se clasificó      | No se clasificó      | No se clasificó      | No se clasificó      | No se clasificó      | No se clasificó      | No se clasificó      | No se clasificó                                        |
| Copa Libertadores 1992            | No se clasificó      | No se clasificó      | No se clasificó      | No se clasificó      | No se clasificó      | No se clasificó      | No se clasificó      | No se clasificó                                        |
| Copa Libertadores 1993            | No se clasificó      | No se clasificó      | No se clasificó      | No se clasificó      | No se clasificó      | No se clasificó      | No se clasificó      | No se clasificó                                        |
| Copa Libertadores 1994            | No se clasificó      | No se clasificó      | No se clasificó      | No se clasificó      | No se clasificó      | No se clasificó      | No se clasificó      | No se clasificó                                        |
| Copa Libertadores 1995            | No se clasificó      | No se clasificó      | No se clasificó      | No se clasificó      | No se clasificó      | No se clasificó      | No se clasificó      | No se clasificó                                        |
| Copa Libertadores 1996            | No se clasificó      | No se clasificó      | No se clasificó      | No se clasificó      | No se clasificó      | No se clasificó      | No se clasificó      | No se clasificó                                        |
| Copa Libertadores 1997            | No se clasificó      | No se clasificó      | No se clasificó      | No se clasificó      | No se clasificó      | No se clasificó      | No se clasificó      | No se clasificó                                        |
| Copa Libertadores 1998            | No se clasificó      | No se clasificó      | No se clasificó      | No se clasificó      | No se clasificó      | No se clasificó      | No se clasificó      | No se clasificó                                        |
| Copa Libertadores 1999            | No se clasificó      | No se clasificó      | No se clasificó      | No se clasificó      | No se clasificó      | No se clasificó      | No se clasificó      | No se clasificó                                        |
| Copa Libertadores 2000            | No se clasificó      | No se clasificó      | No se clasificó      | No se clasificó      | No se clasificó      | No se clasificó      | No se clasificó      | No se clasificó                                        |
| Copa Libertadores 2001            | Fase de grupos       | 6                    | 2                    | 0                    | 4                    | 11                   | 15                   | Nelson Landriel, Édison Maldonado y Héctor González: 2 |
| Copa Libertadores 2002            | Octavos de final     | 8                    | 3                    | 0                    | 5                    | 7                    | 15                   | Max Mecías, Daniel Mina y Eduardo Iachetti: 2          |
| Copa Libertadores 2003            | No se clasificó      | No se clasificó      | No se clasificó      | No se clasificó      | No se clasificó      | No se clasificó      | No se clasificó      | No se clasificó                                        |
| Copa Libertadores 2004            | No se clasificó      | No se clasificó      | No se clasificó      | No se clasificó      | No se clasificó      | No se clasificó      | No se clasificó      | No se clasificó                                        |
| Copa Libertadores 2005            | Fase de grupos       | 6                    | 2                    | 1                    | 3                    | 10                   | 15                   | Fernando Rodríguez: 4                                  |
| Copa Libertadores 2006            | No se clasificó      | No se clasificó      | No se clasificó      | No se clasificó      | No se clasificó      | No se clasificó      | No se clasificó      | No se clasificó                                        |
| Copa Libertadores 2007            | No se clasificó      | No se clasificó      | No se clasificó      | No se clasificó      | No se clasificó      | No se clasificó      | No se clasificó      | No se clasificó                                        |
| Copa Libertadores 2008            | Primera fase         | 2                    | 1                    | 0                    | 1                    | 1                    | 3                    | Estuardo Quiñónez: 1                                   |
| Copa Libertadores 2009            | No se clasificó      | No se clasificó      | No se clasificó      | No se clasificó      | No se clasificó      | No se clasificó      | No se clasificó      | No se clasificó                                        |
| Copa Libertadores 2010            | No se clasificó      | No se clasificó      | No se clasificó      | No se clasificó      | No se clasificó      | No se clasificó      | No se clasificó      | No se clasificó                                        |
| Copa Libertadores 2011            | No se clasificó      | No se clasificó      | No se clasificó      | No se clasificó      | No se clasificó      | No se clasificó      | No se clasificó      | No se clasificó                                        |
| Copa Libertadores 2012            | No se clasificó      | No se clasificó      | No se clasificó      | No se clasificó      | No se clasificó      | No se clasificó      | No se clasificó      | No se clasificó                                        |
| Copa Libertadores 2013            | No se clasificó      | No se clasificó      | No se clasificó      | No se clasificó      | No se clasificó      | No se clasificó      | No se clasificó      | No se clasificó                                        |
| Copa Libertadores 2014            | No se clasificó      | No se clasificó      | No se clasificó      | No se clasificó      | No se clasificó      | No se clasificó      | No se clasificó      | No se clasificó                                        |
| Copa Libertadores 2015            | No se clasificó      | No se clasificó      | No se clasificó      | No se clasificó      | No se clasificó      | No se clasificó      | No se clasificó      | No se clasificó                                        |
| Copa Libertadores 2016            | No se clasificó      | No se clasificó      | No se clasificó      | No se clasificó      | No se clasificó      | No se clasificó      | No se clasificó      | No se clasificó                                        |
| Copa Libertadores 2017            | No se clasificó      | No se clasificó      | No se clasificó      | No se clasificó      | No se clasificó      | No se clasificó      | No se clasificó      | No se clasificó                                        |
| Copa Libertadores 2018            | No se clasificó      | No se clasificó      | No se clasificó      | No se clasificó      | No se clasificó      | No se clasificó      | No se clasificó      | No se clasificó                                        |
| Copa Libertadores 2019            | No se clasificó      | No se clasificó      | No se clasificó      | No se clasificó      | No se clasificó      | No se clasificó      | No se clasificó      | No se clasificó                                        |
| Copa Libertadores 2020            | No se clasificó      | No se clasificó      | No se clasificó      | No se clasificó      | No se clasificó      | No se clasificó      | No se clasificó      | No se clasificó                                        |
| Copa Libertadores 2021            | No se clasificó      | No se clasificó      | No se clasificó      | No se clasificó      | No se clasificó      | No se clasificó      | No se clasificó      | No se clasificó                                        |
| Copa Libertadores 2022            | No se clasificó      | No se clasificó      | No se clasificó      | No se clasificó      | No se clasificó      | No se clasificó      | No se clasificó      | No se clasificó                                        |
| Copa Libertadores 2023            | No se clasificó      | No se clasificó      | No se clasificó      | No se clasificó      | No se clasificó      | No se clasificó      | No se clasificó      | No se clasificó                                        |
| Copa Libertadores 2024            | No se clasificó      | No se clasificó      | No se clasificó      | No se clasificó      | No se clasificó      | No se clasificó      | No se clasificó      | No se clasificó                                        |
| Copa Libertadores 2025            | No se clasificó      | No se clasificó      | No se clasificó      | No se clasificó      | No se clasificó      | No se clasificó      | No se clasificó      | No se clasificó                                        |
| Total                             |                      | 22                   | 8                    | 1                    | 13                   | 31                   | 44                   | Fernando Rodríguez: 4                                  |

| Copa Sudamericana      | Copa Sudamericana | Copa Sudamericana | Copa Sudamericana | Copa Sudamericana | Copa Sudamericana | Copa Sudamericana | Copa Sudamericana | Copa Sudamericana |
| Edición                | Ronda             | PJ                | PG                | PE                | PP                | GF                | GC                | Goleador          |
| ---------------------- | ----------------- | ----------------- | ----------------- | ----------------- | ----------------- | ----------------- | ----------------- | ----------------- |
| Copa Sudamericana 2002 | No se clasificó   | No se clasificó   | No se clasificó   | No se clasificó   | No se clasificó   | No se clasificó   | No se clasificó   | No se clasificó   |
| Copa Sudamericana 2003 | No se clasificó   | No se clasificó   | No se clasificó   | No se clasificó   | No se clasificó   | No se clasificó   | No se clasificó   | No se clasificó   |
| Copa Sudamericana 2004 | No se clasificó   | No se clasificó   | No se clasificó   | No se clasificó   | No se clasificó   | No se clasificó   | No se clasificó   | No se clasificó   |
| Copa Sudamericana 2005 | No se clasificó   | No se clasificó   | No se clasificó   | No se clasificó   | No se clasificó   | No se clasificó   | No se clasificó   | No se clasificó   |
| Copa Sudamericana 2006 | No se clasificó   | No se clasificó   | No se clasificó   | No se clasificó   | No se clasificó   | No se clasificó   | No se clasificó   | No se clasificó   |
| Copa Sudamericana 2007 | Fase preliminar   | 4                 | 2                 | 0                 | 2                 | 3                 | 4                 | Gustavo Savoia: 2 |
| Copa Sudamericana 2008 | No se clasificó   | No se clasificó   | No se clasificó   | No se clasificó   | No se clasificó   | No se clasificó   | No se clasificó   | No se clasificó   |
| Copa Sudamericana 2009 | No se clasificó   | No se clasificó   | No se clasificó   | No se clasificó   | No se clasificó   | No se clasificó   | No se clasificó   | No se clasificó   |
| Copa Sudamericana 2010 | No se clasificó   | No se clasificó   | No se clasificó   | No se clasificó   | No se clasificó   | No se clasificó   | No se clasificó   | No se clasificó   |
| Copa Sudamericana 2011 | No se clasificó   | No se clasificó   | No se clasificó   | No se clasificó   | No se clasificó   | No se clasificó   | No se clasificó   | No se clasificó   |
| Copa Sudamericana 2012 | No se clasificó   | No se clasificó   | No se clasificó   | No se clasificó   | No se clasificó   | No se clasificó   | No se clasificó   | No se clasificó   |
| Copa Sudamericana 2013 | No se clasificó   | No se clasificó   | No se clasificó   | No se clasificó   | No se clasificó   | No se clasificó   | No se clasificó   | No se clasificó   |
| Copa Sudamericana 2014 | No se clasificó   | No se clasificó   | No se clasificó   | No se clasificó   | No se clasificó   | No se clasificó   | No se clasificó   | No se clasificó   |
| Copa Sudamericana 2015 | No se clasificó   | No se clasificó   | No se clasificó   | No se clasificó   | No se clasificó   | No se clasificó   | No se clasificó   | No se clasificó   |
| Copa Sudamericana 2016 | No se clasificó   | No se clasificó   | No se clasificó   | No se clasificó   | No se clasificó   | No se clasificó   | No se clasificó   | No se clasificó   |
| Copa Sudamericana 2017 | No se clasificó   | No se clasificó   | No se clasificó   | No se clasificó   | No se clasificó   | No se clasificó   | No se clasificó   | No se clasificó   |
| Copa Sudamericana 2018 | No se clasificó   | No se clasificó   | No se clasificó   | No se clasificó   | No se clasificó   | No se clasificó   | No se clasificó   | No se clasificó   |
| Copa Sudamericana 2019 | No se clasificó   | No se clasificó   | No se clasificó   | No se clasificó   | No se clasificó   | No se clasificó   | No se clasificó   | No se clasificó   |
| Copa Sudamericana 2020 | No se clasificó   | No se clasificó   | No se clasificó   | No se clasificó   | No se clasificó   | No se clasificó   | No se clasificó   | No se clasificó   |
| Copa Sudamericana 2021 | No se clasificó   | No se clasificó   | No se clasificó   | No se clasificó   | No se clasificó   | No se clasificó   | No se clasificó   | No se clasificó   |
| Copa Sudamericana 2022 | No se clasificó   | No se clasificó   | No se clasificó   | No se clasificó   | No se clasificó   | No se clasificó   | No se clasificó   | No se clasificó   |
| Copa Sudamericana 2023 | No se clasificó   | No se clasificó   | No se clasificó   | No se clasificó   | No se clasificó   | No se clasificó   | No se clasificó   | No se clasificó   |
| Copa Sudamericana 2024 | No se clasificó   | No se clasificó   | No se clasificó   | No se clasificó   | No se clasificó   | No se clasificó   | No se clasificó   | No se clasificó   |
| Copa Sudamericana 2025 | No se clasificó   | No se clasificó   | No se clasificó   | No se clasificó   | No se clasificó   | No se clasificó   | No se clasificó   | No se clasificó   |
| Total                  |                   | 4                 | 2                 | 0                 | 2                 | 3                 | 4                 | Gustavo Savoia: 2 |

### Resumen estadístico
- Última actualización: Actualizado al término de la Copa Ecuador 2018-19.

| Competición                      | Part | PJ  | PG  | PE  | PP  | GF  | GC   | DG   | PTS  | Mejor resultado        |
| -------------------------------- | ---- | --- | --- | --- | --- | --- | ---- | ---- | ---- | ---------------------- |
| Torneos nacionales               |      |     |     |     |     |     |      |      |      |                        |
| Campeonato Ecuatoriano de Fútbol | 20   | 814 | 264 | 242 | 308 | 919 | 1064 | -145 | 1034 | Campeón                |
| Copa Ecuador                     | 1    | 2   | 1   | 0   | 1   | 2   | 3    | -1   | 3    | Dieciseisavos de final |
| Torneos internacionales          |      |     |     |     |     |     |      |      |      |                        |
| Copa Libertadores de América     | 4    | 22  | 8   | 1   | 13  | 31  | 44   | -13  | 25   | Octavos de final       |
| Copa Sudamericana                | 1    | 4   | 2   | 0   | 2   | 3   | 4    | -1   | 6    | Fase preliminar        |
| Total                            | 26   | 842 | 275 | 243 | 324 | 955 | 1115 | -160 | 1068 | 1 título               |

## Jugadores

### Plantilla 2025
- Última actualización: 16 de mayo de 2025.

- = Capitán.
- = Lesionado.

#### Altas y bajas Primera etapa 2023
- Última actualización: 30 de noviembre de 2022.

| Altas            |                |                     |                        |
| Jugador          | Posición       | Procedencia         | Tipo                   |
| Mauricio Yedro   | Centrocampista | Santiago Morning    | Libre.                 |
| Marco Posligua   | Centrocampista | Deportivo Cuenca    | Libre.                 |
| Bajas            |                |                     |                        |
| Jugador          | Posición       | Destino             | Tipo                   |
| Jerry León       | Defensa        | Al-Yarmouk          | Rescisión de contrato. |
| Washington Pluas | Defensa        | Deportivo Meridiano | Fin de contrato.       |
| Fabrício Bagüí   | Defensa        | Cumbayá F. C.       | Fin de contrato.       |
| Jeison Domínguez | Defensa        | Juventud F. C.      | Fin de contrato.       |
| Jahir Angulo     | Centrocampista | Deportivo Guano     | Fin de contrato.       |

### Convocados a Selecciones Nacionales

#### Copa Mundial de Fútbol
| N.° | Jugador           | Selección | Mundial       |
| --- | ----------------- | --------- | ------------- |
| 1   | José Luis Perlaza | Ecuador   | Alemania 2006 |

## Palmarés

### Torneos nacionales (1)
| Competición                      | Títulos           | Subcampeonatos |
| -------------------------------- | ----------------- | -------------- |
| Serie A de Ecuador (1/1)         | 2000.             | 2004.          |
| Serie B de Ecuador (3/1)         | 1994, 2003, 2013. | 1971.          |
| Segunda Categoría de Ecuador (1) | 1993.             |                |

### Torneos Provinciales
| Competición                            | Títulos                                                                     | Subcampeonatos    |
| -------------------------------------- | --------------------------------------------------------------------------- | ----------------- |
| Segunda Categoría de Chimborazo (11/3) | 1973, 1977, 1985, 1987, 1988, 1989, 1991, 1992, 1993, 2023 (Invicto), 2024. | 1983, 1986, 1990. |

### Torneos Nacionales de Reservas
| Competición                             | Títulos | Subcampeonatos |
| --------------------------------------- | ------- | -------------- |
| Campeonato de Reservas de Ecuador (1/1) | 2014.   | 2011.          |

### Torneos amistosos
| Competición                                 | Títulos | Subcampeonatos |
| ------------------------------------------- | ------- | -------------- |
| Triangular Amistoso Fiestas de Riobamba (1) | 1974.   |                |

## Hinchada

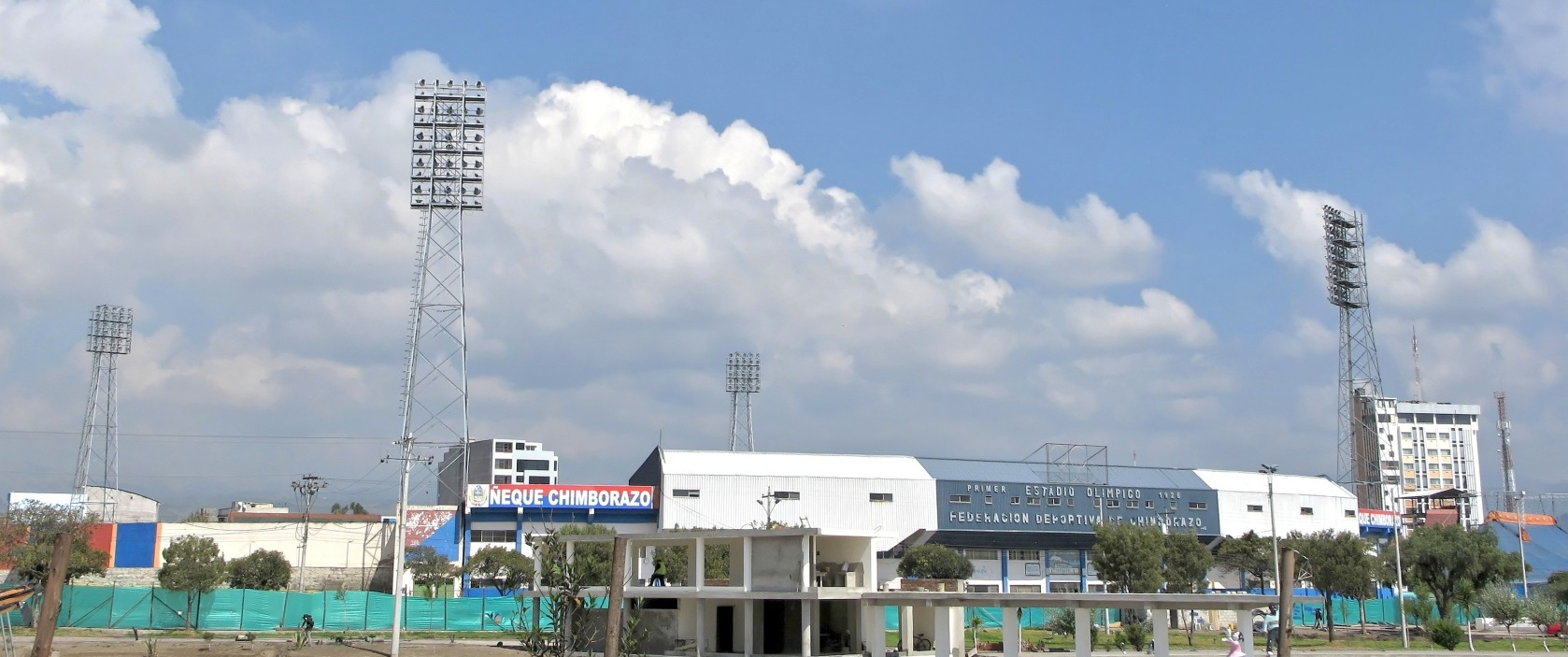
Estadio Olímpico de Riobamba

Centro Deportivo Olmedo al ser el equipo representativo de la provincia de Chimborazo alberga una gran hinchada en la sierra centro y en otras partes del país, a su haber tiene varias barras organizadas que tienen como premisa apoyar al equipo en los partidos que disputa.
El 8 de octubre de 2007 se origina la Barra de la Campana cuya sede está ubicada en las calles Olmedo y Francia de la ciudad de Riobamba, caracterizándose en acompañar tanto de local como de visitante en los diferentes estadios del Ecuador motivo por el cual se ganó el nombre de la banda viajera . En sus inicios empezaron el apoyo con el uso de una campana hecha de bronce con la que generaban un sonido que con el tiempo se hizo característico en los estadios en los que jugaba el Ciclón de los Andes.
La barra de la Campana es considerada como una barra brava ubicada en la General Centro del Estadio Olímpico de Riobamba